# HD 24496 Ab
HD 24496 Ab, ou HD 24496 b, (também conhecido como HIP 18267 b) é um planeta extrassolar que orbita a estrela de classe G HD 24496 A, localizada a aproximadamente 160 anos-luz da Terra na constelação de Taurus. Trata-se de um planeta saturniano de grande órbita descoberto em 13 de novembro de 2009. A distância orbital desse planeta varia de 1.81 UA a 3.37 UA.